# División de Honor 1992-1993 (hockey su pista)
La División de Honor 1992-1993 è stata la 24ª edizione del torneo di primo livello del campionato spagnolo di hockey su pista; disputato tra il 18 ottobre 1992 e il 28 marzo 1993 si è concluso con la vittoria del Liceo La Coruña, al suo sesto titolo.

## Stagione

### Formula
La División de Honor 1992-1993 vide ai nastri di partenza dodici club; la manifestazione fu organizzata con un girone all'italiana, con gare di andata e ritorno per un totale di 22 giornate: erano assegnati due punti per l'incontro vinto e un punto a testa per l'incontro pareggiato, mentre non ne era attribuito alcuno per la sconfitta. Al termine del campionato la squadra prima classificata venne proclamata campione di Spagna mentre le ultime tre retrocedettero direttamente in Primera Division, il secondo livello del campionato.

## Classifica
|                   | Pos. | Squadra         | Pt | G  | V  | N | P  | GF  | GS  | DR  |
| ----------------- | ---- | --------------- | -- | -- | -- | - | -- | --- | --- | --- |
| Spagna (bandiera) | 1.   | Liceo La Coruña | 39 | 22 | 19 | 1 | 2  | 140 | 56  | +84 |
|                   | 2.   | Igualada        | 36 | 22 | 17 | 2 | 3  | 118 | 60  | +58 |
|                   | 3.   | Reus Deportiu   | 26 | 22 | 13 | 0 | 9  | 95  | 87  | +8  |
|                   | 4.   | Flix            | 24 | 22 | 10 | 4 | 8  | 68  | 68  | 0   |
|                   | 5.   | Vic             | 24 | 22 | 11 | 2 | 9  | 100 | 93  | +7  |
|                   | 6.   | Barcellona      | 24 | 22 | 10 | 4 | 8  | 94  | 90  | +4  |
|                   | 7.   | Tordera         | 21 | 22 | 10 | 1 | 11 | 81  | 72  | +9  |
|                   | 8.   | Voltregà        | 18 | 22 | 7  | 4 | 11 | 55  | 67  | -12 |
|                   | 9.   | Noia            | 18 | 22 | 8  | 2 | 12 | 83  | 104 | -21 |
|                   | 10.  | Dominicos       | 16 | 22 | 7  | 2 | 13 | 80  | 98  | -18 |
|                   | 11.  | Sentmenat       | 10 | 22 | 4  | 2 | 16 | 56  | 120 | -64 |
|                   | 12.  | Vilafranca      | 8  | 22 | 3  | 2 | 17 | 56  | 111 | -55 |

Legenda:
  Vincitore della Coppa del Re 1993.
      Campione di Spagna e ammessa alla Coppa dei Campioni 1993-1994.
      Ammesse alla Coppa dei Campioni 1993-1994.
      Ammessa in Coppa delle Coppe 1993-1994.
      Ammesse alla Coppa CERS 1993-1994.
      Retrocesse in Primera Division 1993-1994.
Note:
Due punti a vittoria, uno a pareggio, zero a sconfitta.